# La sentencia de Midas
La sentencia de Midas. Concurso musical entre Apolo y Marsias es una pintura al óleo sobre tabla de Cima da Conegliano, que data de 1507-1509 y se conserva en el Museo Nacional de Arte de Dinamarca.
La obra representa al rey Midas en medio del dios Apolo y el sátiro Marsias, que compiten por ver quién toca mejor.

## El tema
La obra se basa en el episodio mitológico en el que el dios Apolo y el sátiro Marsias disputaban en un célebre concurso musical para dilucidar quien tocaba mejor. Algunas versiones hablan de que Midas emitió un juicio sin que se lo solicitaran, mientras que otras versiones, como la que refleja el cuadro, indican que Midas era el juez. En ambas versiones, su apoyo a Marsias provocaría la ira de Apolo.